# Caatiba
Caatiba é um município do estado da Bahia, no Brasil. Sua população, conforme estimativas do IBGE de 2024, era de 6 224 habitantes.

## Toponímia
"Caatiba" é um vocábulo oriundo da língua tupi. Significa "ajuntamento de mata", através da junção dos termos ka'a ("mata") e tyba ("ajuntamento"). O topônimo deriva da existência, outrora, de matas fechadas no território.

## História
Primitivamente, a região de Caatiba era habitada pelos índios Imborés (Aymorés), Mongoiós, Sapuiás-quirirís. E o povoamento começou em fins do século XIX por aventureiros a procura de terras férteis para a agricultura e pecuária.
Em 1899, fugindo da seca, Francisco Viana de Castro foi para Caatiba, sendo um dos pioneiros do povoamento da região.
Devemos também destacar a figura de Galdino Félis Barreto (residiu em frente à praça Clériston Andrade e faleceu em 1981, com quase cem anos de idade), um dos primeiros homens a desmatar essa região povoada de índios. Ele veio descendo de Vitória da Conquista à procura de novas terras para plantar.[carece de fontes?]
O território de Caatiba pertencia à cidade de Vitória da Conquista, sendo criado o distrito de Matas de São Paulo em 7 de outubro de 1937. Depois, pelo Decreto Estadual nº 141, de 31 de dezembro de 1943, passou a se chamar Caatiba. Foi desmembrado do município de Vitória da Conquista pela Lei nº 1.401, de 1º de Abril de 1961.
Histórico
As primeiras pessoas a fixarem residência no município foram Serra Grande, Francisco Sabino, Guilhermino Barros, Coronel Olímpio de Carvalho, Gino Nogueira, Capitão Valdemar, Capitão João Antônio.
A conquista das terras se deu por sucessivos combates entre os desbravadores e os índios Imborés, Mongoiós e Sapuiá-quiriris, por volta de 1753. Apesar dos sangrentos combates, algumas aldeias resistiram, sendo registrado o último combate no início do século XIX, próximo a 'Serra de Flechas', onde participaram do massacre os jagunços Fulgêncio de Almeida, Lourenço Pacheco, Manoel Borges, o Sub-delegado Olímpio Pereira de Carvalho (Coronel Olimpinho), dentre outros, sendo o último citado, o chefe dos jagunços. Muitos indígenas foram mortos e os sobreviventes expulsos da região. Se sabe também que na região habitava também índios Pataxós, devido Caatiba pertencer antigamente a cidade de Vitória da Conquista,
Pela história Caatiba originalmente foi habitado pelos índios Imborés e Mongoiós e pataxós, e já presença de outras Etnias em Caatiba e região, se deram depois, após a migração de índios vindos de outros locais circunvizinhos como Itambé, Itapetinga, Rio de Contas, Pedra Branca e Jequié, sendo eles Sapuyá Kiriris, Bahenã, Guerens e também Tupinambás, os relacionamentos afetivos preservaram de certa forma a garantia de sobrevivência de muitos desses povos originários.
Caatiba constitui-se atualmente apenas do distrito-sede. Por alguns anos o distrito de São José do Colônia pertenceu a Caatiba, depois voltando a pertencer ao município de Itambé. O distrito de Icaraí do Ranulfo pertencia a Caatiba, sendo atualmente pertencente ao município de Nova Canaã. Criado legalmente em 13 de maio de 1982 através da lei sugerida pelo deputado Naomar Alcântara, o distrito de Icaraí do Ranulfo surgiu de uma pequena propriedade de Manoel Antônio dos Santos, que a vendeu em 1938 para Ranulfo Requião. Este muito contribuiu para o desenvolvimento da região de Icaraí.
Pela Lei nº 12.565, de 10 de janeiro de 2012 o distrito de Icaraí passou a pertencer a Nova Canaã.
Pertence a este município as seguintes comunidades: Rio de Areia, Serra Pelada, e outras que são como povoados próximos a área urbana da cidade Caatiba, nestes povoados existem fazendas, escolas, unidades básicas de saúde (UBS), cachoeiras, rios, montanhas e muita floresta.[carece de fontes?]

## Prefeitos
- 1963 a 1966 - Iris Geraldo Silveira
- 1967 a 1970 - Jacson Pereira Rangel
- 1971 a 1972 - José Nilton Rocha Lobo
- 1973 a 1976 - Jacson Pereira Rangel
- 1977 a 1982 - Florival da Costa Barreto
- 1983 a 1988 - Luíz Miranda de Oliveira
- 1989 a 1992 - Jailton Matos dos Santos
- 1993 a 1996 - Luíz Miranda de Oliveira
- 1997 a 2000 - Humberto de Almeida Antunes
- 2001 a 2004 - Ernevaldo Mendes de Sousa
- 2005 a 2007 - Ernevaldo Mendes de Sousa
- 2007 a 2007 - Omar Sousa Barbosa (interino)
- 2007 a 2008 - Ernevaldo Mendes de Sousa
- 2009 a 2012 - Omar Sousa Barbosa
- 2013 a 2016 - Joaquim Mendes de Sousa Júnior[11]
- 2016 a 2017 - Nailson Batista Silva (interino)[12]
- 2017 a 2017 - Luís Paulo Souza Paiva (interino)[13]
- 2017 a 2020 - Maria Tânia Ribeiro Sousa[14]
- 2021 a 2024 - Maria Tânia Ribeiro Sousa[14]
- 2025 a 2028 - Humberto de Almeida Antunes[15][16][17]